# Liste der Gemeinden in der Provinz Pontevedra
Die spanische Provinz Pontevedra hat 61 Gemeinden (Stand 1. Januar 2019).

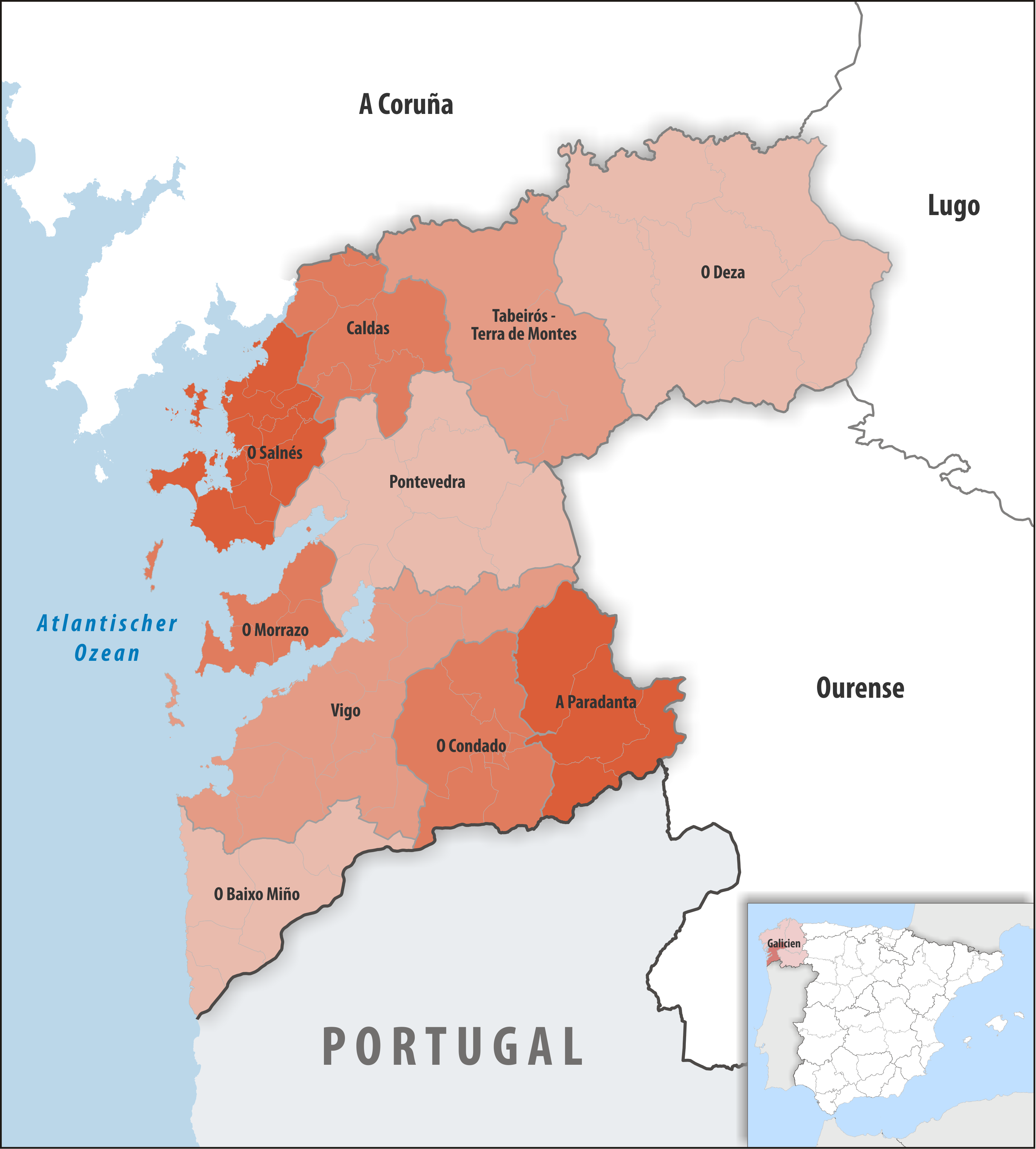
Comarcas in der Provinz Pontevedra

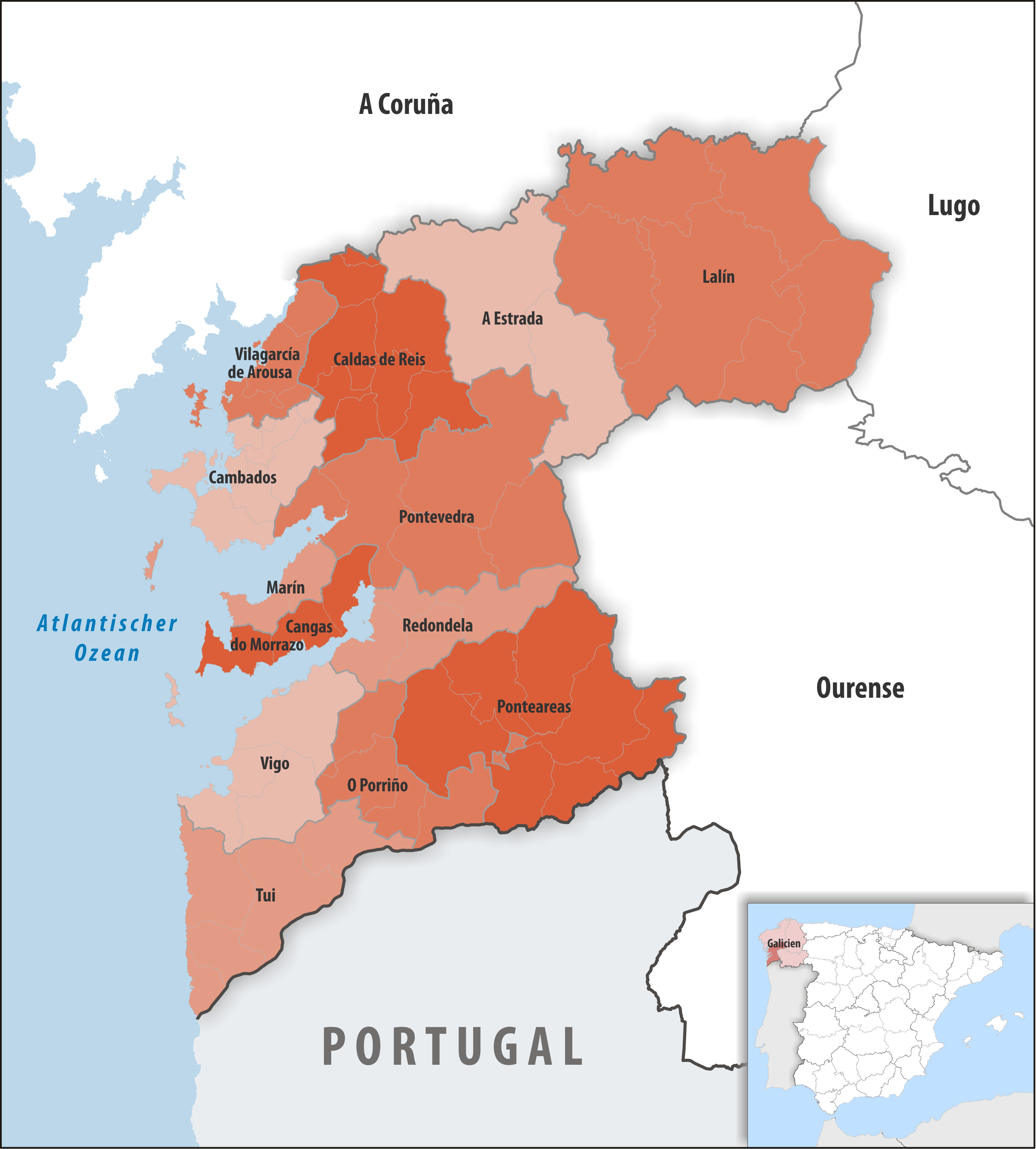
Gerichtsbezirke in der Provinz Pontevedra

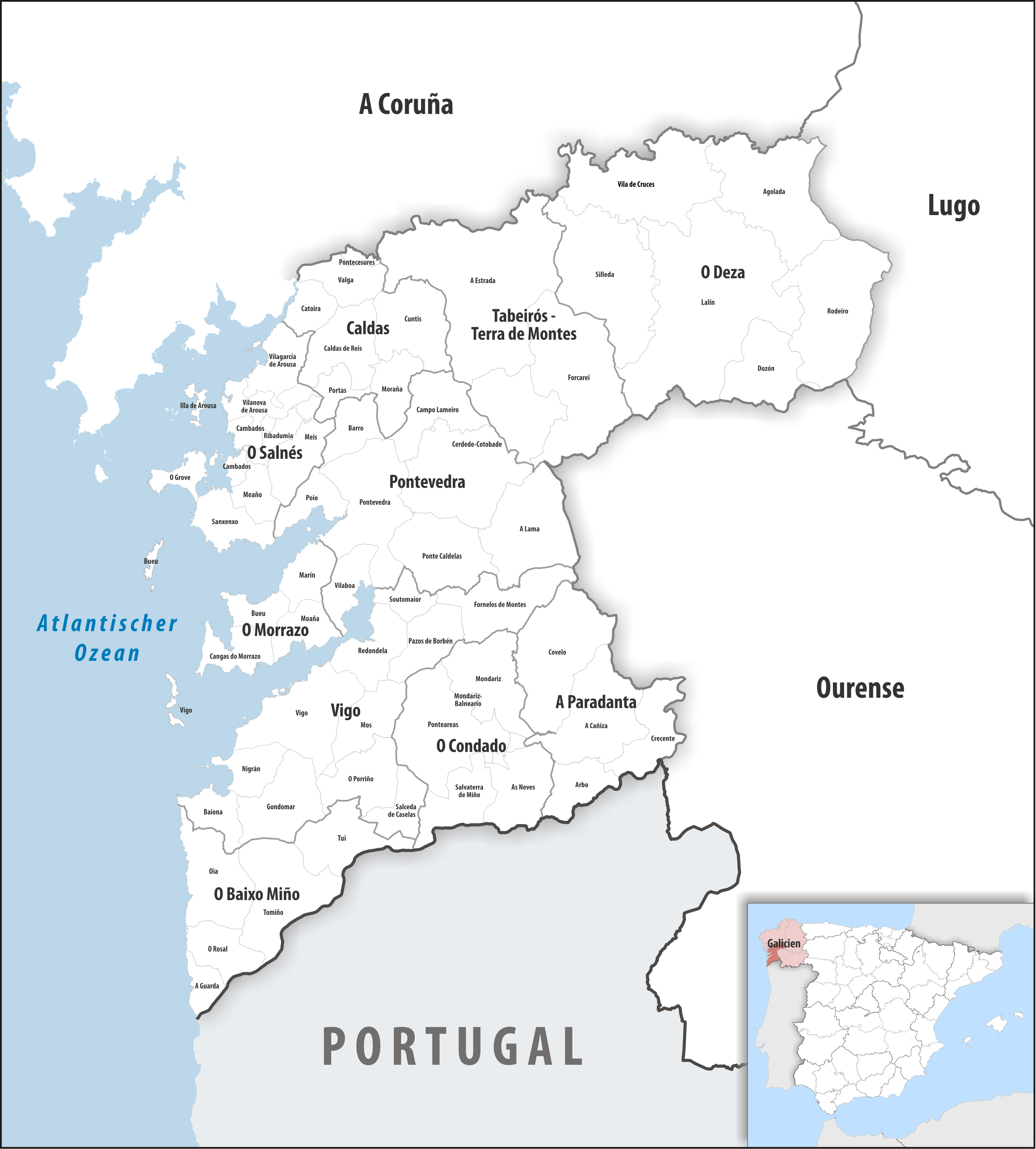
Gemeinden und Comarcas in der Provinz Pontevedra

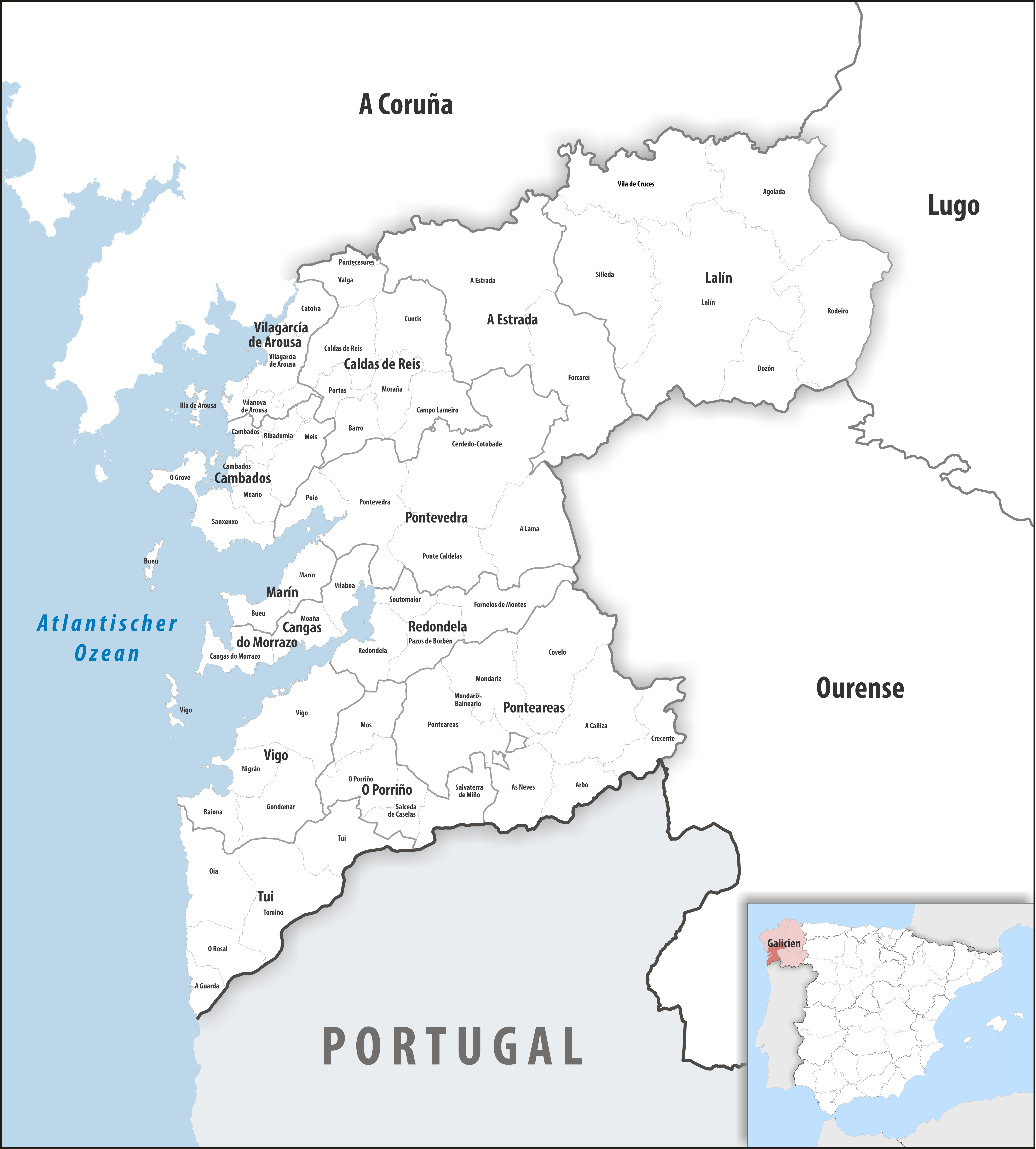
Gemeinden und Gerichtsbezirke in der Provinz Pontevedra

| Wappen | Gemeinden            | Einwohner (2024) | Fläche km² | Dichte Einw./km² | Cod INE | Comarca                                   | Gerichtsbezirk       |
| ------ | -------------------- | ---------------- | ---------- | ---------------- | ------- | ----------------------------------------- | -------------------- |
|        | Agolada              | 2.282            | 147,85     | 15               | 36020   | O Deza                                    | Lalín                |
|        | Arbo                 | 2.636            | 42,86      | 62               | 36001   | A Paradanta                               | Ponteareas           |
|        | Baiona               | 12.380           | 34,47      | 359              | 36003   | Vigo                                      | Vigo                 |
|        | Barro                | 3.657            | 37,55      | 97               | 36002   | Pontevedra                                | Caldas de Reis       |
|        | Bueu                 | 11.837           | 30,84      | 384              | 36004   | O Morrazo                                 | Marín                |
|        | Caldas de Reis       | 9.614            | 68,25      | 141              | 36005   | Caldas                                    | Caldas de Reis       |
|        | Cambados             | 13.752           | 23,44      | 587              | 36006   | O Salnés                                  | Cambados             |
|        | Campo Lameiro        | 1.697            | 63,77      | 27               | 36007   | Pontevedra                                | Caldas de Reis       |
|        | Cangas do Morrazo    | 26.714           | 38,08      | 702              | 36008   | O Morrazo                                 | Cangas do Morrazo    |
|        | A Cañiza             | 5.046            | 105,04     | 48               | 36009   | A Paradanta                               | Ponteareas           |
|        | Catoira              | 3.268            | 29,44      | 111              | 36010   | Caldas                                    | Vilagarcía de Arousa |
|        | Cerdedo-Cotobade     | 5.705            | 213,27     | 27               | 36902   | Pontevedra und Tabeirós – Terra de Montes | Pontevedra           |
|        | Covelo               | 2.422            | 134,70     | 18               | 36013   | A Paradanta                               | Ponteareas           |
|        | Crecente             | 1.938            | 57,53      | 34               | 36014   | A Paradanta                               | Ponteareas           |
|        | Cuntis               | 4.515            | 79,88      | 57               | 36015   | Caldas                                    | Caldas de Reis       |
|        | Dozón                | 985              | 74,10      | 13               | 36016   | O Deza                                    | Lalín                |
|        | A Estrada            | 20.139           | 280,74     | 72               | 36017   | Tabeirós – Terra de Montes                | A Estrada            |
|        | Forcarei             | 3.127            | 169,66     | 18               | 36018   | Tabeirós – Terra de Montes                | A Estrada            |
|        | Fornelos de Montes   | 1.637            | 79,01      | 21               | 36019   | Vigo                                      | Redondela            |
|        | Gondomar             | 15.103           | 74,51      | 203              | 36021   | Vigo                                      | Vigo                 |
|        | O Grove              | 10.821           | 21,89      | 494              | 36022   | O Salnés                                  | Cambados             |
|        | A Guarda             | 10.041           | 20,90      | 480              | 36023   | O Baixo Miño                              | Tui                  |
|        | A Illa de Arousa     | 4.849            | 6,91       | 702              | 36901   | O Salnés                                  | Vilagarcía de Arousa |
|        | Lalín                | 20.277           | 326,96     | 62               | 36024   | O Deza                                    | Lalín                |
|        | A Lama               | 2.515            | 111,76     | 23               | 36025   | Pontevedra                                | Pontevedra           |
|        | Marín                | 24.154           | 36,38      | 664              | 36026   | O Morrazo                                 | Marín                |
|        | Meaño                | 5.264            | 27,77      | 190              | 36027   | O Salnés                                  | Cambados             |
|        | Meis                 | 4.703            | 52,39      | 90               | 36028   | O Salnés                                  | Cambados             |
|        | Moaña                | 19.315           | 35,06      | 551              | 36029   | O Morrazo                                 | Cangas do Morrazo    |
|        | Mondariz             | 4.425            | 82,33      | 54               | 36030   | O Condado                                 | Ponteareas           |
|        | Mondariz-Balneario   | 711              | 2,31       | 308              | 36031   | O Condado                                 | Ponteareas           |
|        | Moraña               | 4.110            | 41,24      | 100              | 36032   | Caldas                                    | Caldas de Reis       |
|        | Mos                  | 15.152           | 53,29      | 284              | 36033   | Vigo                                      | O Porriño            |
|        | As Neves             | 3.678            | 66,00      | 56               | 36034   | O Condado                                 | Ponteareas           |
|        | Nigrán               | 18.208           | 34,77      | 524              | 36035   | Vigo                                      | Vigo                 |
|        | Oia                  | 3.080            | 83,30      | 37               | 36036   | O Baixo Miño                              | Tui                  |
|        | Pazos de Borbén      | 3.002            | 49,99      | 60               | 36037   | Vigo                                      | Redondela            |
|        | Poio                 | 17.425           | 34,08      | 511              | 36041   | Pontevedra                                | Pontevedra           |
|        | Ponte Caldelas       | 5.580            | 87,00      | 64               | 36043   | Pontevedra                                | Pontevedra           |
|        | Ponteareas           | 23.196           | 125,53     | 185              | 36042   | O Condado                                 | Ponteareas           |
|        | Pontecesures         | 3.088            | 6,69       | 462              | 36044   | Caldas                                    | Caldas de Reis       |
|        | Pontevedra           | 83.077           | 118,47     | 701              | 36038   | Pontevedra                                | Pontevedra           |
|        | O Porriño            | 20.711           | 61,17      | 339              | 36039   | Vigo                                      | O Porriño            |
|        | Portas               | 2.781            | 22,71      | 122              | 36040   | Caldas                                    | Caldas de Reis       |
|        | Redondela            | 28.976           | 52,08      | 556              | 36045   | Vigo                                      | Redondela            |
|        | Ribadumia            | 5.212            | 19,71      | 264              | 36046   | O Salnés                                  | Cambados             |
|        | Rodeiro              | 2.244            | 154,91     | 14               | 36047   | O Deza                                    | Lalín                |
|        | O Rosal              | 6.509            | 44,90      | 145              | 36048   | O Baixo Miño                              | Tui                  |
|        | Salceda de Caselas   | 9.430            | 35,92      | 263              | 36049   | Vigo                                      | O Porriño            |
|        | Salvaterra de Miño   | 10.471           | 63,07      | 166              | 36050   | O Condado                                 | Ponteareas           |
|        | Sanxenxo             | 17.914           | 45,08      | 397              | 36051   | O Salnés                                  | Cambados             |
|        | Silleda              | 8.870            | 167,96     | 53               | 36052   | O Deza                                    | Lalín                |
|        | Soutomaior           | 7.584            | 24,99      | 303              | 36053   | Vigo                                      | Redondela            |
|        | Tomiño               | 13.782           | 106,80     | 129              | 36054   | O Baixo Miño                              | Tui                  |
|        | Tui                  | 17.454           | 68,19      | 256              | 36055   | O Baixo Miño                              | Tui                  |
|        | Valga                | 5.671            | 40,64      | 140              | 36056   | Caldas                                    | Caldas de Reis       |
|        | Vigo                 | 293.977          | 109,06     | 2.696            | 36057   | Vigo                                      | Vigo                 |
|        | Vila de Cruces       | 5.033            | 154,96     | 32               | 36059   | O Deza                                    | Lalín                |
|        | Vilaboa              | 5.869            | 36,90      | 159              | 36058   | Pontevedra                                | Cangas do Morrazo    |
|        | Vilagarcía de Arousa | 37.761           | 44,24      | 854              | 36060   | O Salnés                                  | Vilagarcía de Arousa |
|        | Vilanova de Arousa   | 10.225           | 33,65      | 304              | 36061   | O Salnés                                  | Vilagarcía de Arousa |
|        | Provinz Pontevedra   | 945.599          | 4.496,95   | 210              | 36000   | –                                         | –                    |

- Karte mit allen verlinkten Seiten:
- OSM |
- WikiMap

## Änderungen im Gemeindebestand
2016
- Fusion Cotobade und Cerdedo → Cerdedo-Cotobade